# Ruta modernista de Vilafranca del Penedès
La ruta modernista de Vilafranca del Penedès, obra del Servei de Promoció Turística de l'ajuntament de Vilafranca, és un itinerari entre les diferents cases d'estil modernista dels carrers de Vilafranca que permet conèixer l'impacte d'aquest moviment cultural de finals del segle xix i principis del XX a la capital de l'Alt Penedès. La ruta també es pot fer amb una visita guiada i teatralizada que també et permet conèixer els interiors de la Casa Miró i la Casa Freixedas.

## Història
El ressorgiment econòmic de la comarca de l'alt Penedès, després del desastre de la fil·loxera, va propiciar l'arribada del corrent artístic i social que es començava a implantar a Europa. Propietaris agrícoles i comerciants esdevenen els receptors de les tendències modernistes i impulsen edificacions d'acord amb la seva posició econòmica.
Vilafranca comença, a finals del segle xix, la transformació de poble a petita ciutat; a les antigues places i carrers apareixen nous edificis que canvien la seva tradicional imatge, i es projecta un nou model de ciutat. Els arquitectes de renom substitueixen els mestres d'obres en les diferents construccions i sorgeixen les figures de Santiago Güell, Eugeni Campllonch i Antoni Pons. Els dos primers, natius de la vila, són els que acaparen quasi en exclusivitat la producció arquitectònica modernista de la vila.
L'arquitectura modernista a Vilafranca combina l'arquitectura popular catalana amb les tendències pròpies del modernisme, que aporta nous materials i una nova concepció de l'espai.

## Edificis modernistes de la ruta
| Nom                                    | Arquitecte                          | Localització                              | Coordenades | Imatge |
| -------------------------------------- | ----------------------------------- | ----------------------------------------- | ----------- | ------ |
| Les Arts decoratives i plàstiques      |                                     | Al voltant de la basílica de Santa Maria. |             |        |
| Cripta de Santa Maria                  | Josep Llimona i Bruguera            | Plaça de Santa Maria                      |             |        |
| Casa Nogués                            |                                     | Carrer de Sant Bernat, 17                 |             |        |
| Casa Serdà Ros                         |                                     | Rambla de Sant Fransesc, 15               |             |        |
| Casa de la Vila                        | Santiago Güell i Grau               | Carrer de la Cort, 14                     |             |        |
| Casa Ramona Quer                       | Santiago Güell i Grau               | Carrer dels Consellers, 6                 |             |        |
| Casa Guardiet                          | Eugeni Campllonch i Parés           | Carrer de la Cort, 28                     |             |        |
| Casa Pecero i Tos                      |                                     | Rambla de Sant Francesc, 29               |             |        |
| Casa Miró                              | Santiago Güell i Grau               | Rambla de Nostra Senyora, 47              |             |        |
| Casa Cañas i Mañe                      | Antoni Pons i Dominguez             | Rambla de Nostra Senyora, 20              |             |        |
| Casa Galtès i Mainé · Caves Mascaró    | Santiago Güell i Grau               | Carrer del Casal, 5-9                     |             |        |
| Casa Fortuny                           | Santiago Güell i Grau               | Rambla de Nostra Senyora, 11-13           |             |        |
| Casa Berger Balaguer                   | Santiago Güell i Grau               | Rambla de Nostra Senyora, 6               |             |        |
| Casa Guasch Estalella                  | Santiago Güell i Grau               | Carrer de la Perellada, 39                |             |        |
| Casa Mercè Torras                      | Eugeni Campllonch i Parés           | Carrer de Puigmoltó, 3                    |             |        |
| Casa de la Festa Major                 | Santiago Güell i Grau               | Plaça de la Vall del Castell, 13          |             |        |
| Casa Vicens Mestre                     | Santiago Güell i Grau               | Carrer d'Hemenegild Clascar, 21-23        |             |        |
| Casa Via Raventós · Cal Figarot        | Santiago Güell i Grau               | Carrer del General Prim, 11               |             |        |
| Asil Inglada Via                       | Santiago Güell i Grau               | Carrer d'Hemenegild Clascar, 15-19        |             |        |
| Casa de la Font Rodona · Can Freixedas | Antoni Serrallach Fernández-Periñán | Carrer d'Hemenegild Clascar, 1-3          |             |        |